# Daguestanskie Ogni
Daguestanskie Ogni (en russe : Дагестанские Огни) est une ville du Daghestan, une république de la fédération de Russie. Sa population s'élevait à 29 716 habitants en 2020.

## Géographie
Daguestanskie Ogni se trouve à la limite nord du Grand Caucase, à environ deux kilomètres de la côte de la mer Caspienne, à 9 km de Derbent, à 120 km au sud-est de Makhatchkala et à 2 403 km au sud de Moscou.
Daguestanskie Ogni fait partie du raïon de Derbent.

## Histoire
Daguestanskie Ogni est fondée en 1914 près d'une verrerie en construction. Elle accède au statut de commune urbaine en 1938 et à celui de ville en 1990. Le toponyme signifie « Feu daguestani » et fait référence au gaz naturel, qui est utilisé pour l'exploitation de la verrerie.

## Population

### Démographie
Recensements ou estimations de la population
| 1939* | 1959* | 1970*  | 1979*  | 1989*  | 2002*  | 2010*  | 2012   |
| ----- | ----- | ------ | ------ | ------ | ------ | ------ | ------ |
| 4 300 | 6 814 | 10 444 | 12 598 | 21 676 | 23 346 | 27 923 | 28 125 |

| 2013   | 2014   | 2015   | 2016   | 2017   | 2018   | 2019   | 2020   |
| ------ | ------ | ------ | ------ | ------ | ------ | ------ | ------ |
| 28 100 | 28 132 | 28 669 | 28 887 | 29 238 | 29 401 | 29 555 | 29 716 |

### Nationalités
Au recensement russe de 2002, la population de Daguestanskie Ogni se composait de  :
- 35,5 % de Tabassarans
- 26,3 % d'Azerbaïdjanais
- 22,2 % de Lezguiens
- 8,3 % de Darguines
- 3,5 % d'Aghouls
- 1,9 % de Russes

## Économie
La principale entreprise de la ville est la verrerie Stekolny Zavod Daguestanskie Ogni (Стекольный завод "Дагестанские Огни"), qui fabrique des bouteilles. La fabrication de tapis et la production viticole complètent l'économie locale.

## Transports
La ville est desservie par la voie ferrée Rostov-sur-le-Don – Makhatchkala – Bakou, ouverte en 1900. Daguestanskie Ogni est traversée par la route M29, qui relie Rostov-sur-le-Don à la frontière de l'Azerbaïdjan.